# Skandinavisk Aero Industri

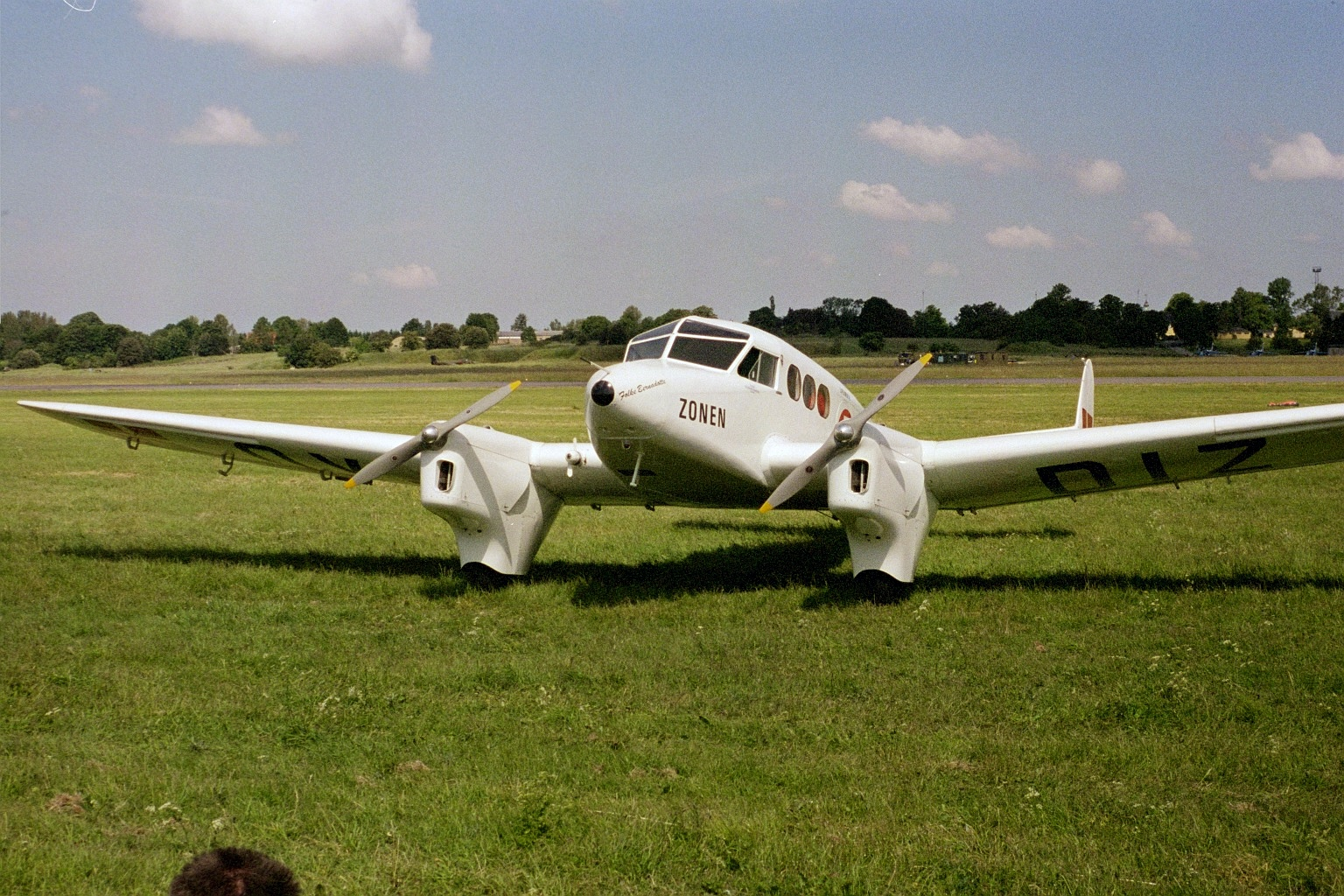
Un aereo ambulanza SAI KZ IV

La Skandinavisk Aero Industri A/S - Industria aeronautica scandinava – meglio conosciuta con l'acronimo SAI fu il principale produttore di aerei della Danimarca.
Aveva sede a Kastrup, nei pressi di Copenaghen.

## Storia
Viggo Kramme era stato tecnico nel Servizio aeronavale danese e nel 1935 aveva creato un'officina di riparazione nell'aeroporto di Copenaghen.
Contemporaneamente, Karl Gustav Zeuthen, che era un ingegnere civile esperto, stava imparando a volare a Kastrup.
I due si incontrarono e Zeuthen convinse Kramme a realizzare un aereo di sua progettazione.
Insieme a Zeuthen e ad un certo numero di loro amici, costruirono il primo KZ I nel loro tempo libero.
L'aereo fece il primo volo nel febbraio 1937.
Kramme e Zeuthen furono assistiti da un altro appassionato di volo, l'ingegnere civile Gunnar Larsen, che era allora amministratore delegato e principale azionista della FLSmidth & Co. A/S.
Il 1º agosto 1937, venne finalmente fondata la Skandinavisk Aero Industri con Kramme e Zeuthen come principali azionisti.
Nello stesso anno, venne realizzato un nuovo progetto, il KZ II, monoplano monomotore ad ala bassa di costruzione interamente metallica, di cui l'anno successivo venne prodotta una variante aperta, il KZ II Sport.
A causa dell'influenza di Gunnar Larsen la produzione di aerei fu per alcuni anni spostata nelle strutture che la FLSmidth & Co. A/S aveva a Aalborg, ma nel 1943 la produzione si trasferì di nuovo a Copenaghen.
Prima presso alcuni locali provvisori vicino al porto di Tuborg e poco dopo nella propria fabbrica a sud del porto.
La seconda guerra mondiale e l'occupazione tedesca della Danimarca avevano reso difficile la produzione.
Nel 1943 la SAI costruì un prototipo di un aliante, KZ GI, che tuttavia, non andò in produzione.
L'anno seguente, furono costruiti due esemplari dell'aereo ambulanza KZ III, che sarebbe stato l'aereo di maggior successo dell'azienda.
L'aereo entrò in produzione nel maggio 1944 e sarebbe stato prodotto in 63 esemplari a partire dal 1946.
Il KZ III era un velivolo monomotore ad ala alta con abitacolo chiuso per due persone sedute fianco a fianco; in seguito venne sviluppato il KZ VII, che utilizzava la stessa fusoliera e le ali, ma avendo un motore più potente di costruzione americana, poteva trasportare quattro persone.
Su un totale di 56 esemplari di KZ VII prodotti, 10 unità furono consegnate all'Aeronautica militare danese, che li utilizzò fino al 1977.
A partire dal 1947 si ebbe il periodo di massimo splendore per la Skandinavisk Aero Industri ma già si intravedevano i problemi che ne avrebbero determinato presto la chiusura.
Il KZ VII era stato progettato con un elevato numero di parti provenienti dall'estero (in particolare il motore) da pagare in valuta forte (dollari americani), contemporaneamente il mercato danese era estremamente limitato e l'80% della produzione veniva venduta all'estero, in modo tale da consentire alla Casa di guadagnare valuta forte sufficiente per pagare le parti straniere.
Con lo sviluppo economico nel 1947, molti clienti stranieri non entrarono a loro volta in possesso di valuta pregiata per pagare gli acquisti, per cui le esportazioni rapidamente si fermarono.
Lo stesso anno, la Skandinavisk Aero Industri subì un incendio agli impianti produttivi nel quale ben 22 aerei KZ VII in via di completamento furono distrutti dal fuoco.
Il risultato fu che si dovette ricorrere di nuovo all'utilizzo degli impianti produttivi della FLSmidth & Co.
Il KZ IX fu una replica dell'aereo con cui Jacob Ellehammer volò nel 1909, con alcune modifiche.
L'ultimo aereo realizzato presso lo stabilimento fu il KZ X.
L'aereo era stato ordinato dall'esercito come osservatore per artiglieria.
Furono consegnate 12 unità nel 1952-1953, ma presto si verificò una serie di incidenti, tre dei quali fatali per i piloti.
Malgrado le indagini non avessero evidenziato gravi difetti, la fiducia nell'aereo ne risultò compromessa.
Le vendite deboli che afflissero il KZ X convinsero Kramme e Zeuthen che la produzione di aerei in Danimarca non era più redditizia.
L'azienda chiuse nel 1954 dopo aver prodotto circa 200 velivoli.

### Modelli costruiti
| Modello            | Primo volo | esemplari costruiti             |
| ------------------ | ---------- | ------------------------------- |
| KZ I               | 1937       | 1                               |
| KZ II Kupé         | 1937       | 14                              |
| KZ II Sport        | 1938       | 16                              |
| KZ II Træner       | 1946       | 15                              |
| KZ III             | 1944       | 64, alcuni come aereo ambulanza |
| KZ IV              | 1944       | 2                               |
| KZ VII             | 1946       | 56                              |
| KZ VIII            | 1949       | 1 (+1 un esemplare nel 1959)    |
| KZ IX "Ellehammer" | 1950       | 1                               |
| KZ X               | 1951       | 12                              |
| KZ G-I             | 1943       | 1 prototipo                     |